# Правила за устройство на електроинсталациите
Правилата за изграждане на електрическите инсталации са определени в Наредба № 3 от 9 юни 2004 г. за устройството на електрическите уредби и електропроводните линии. В нея е регламентирано всяко действие с електрически ток и електрическите съоръжения. Наредба 3 е съобразена с българските национални стандарти (БДС), както и с европейските стандарти (EN). Всеки електротехник и електроинженер е длъжен да познава и спазва изискванията на Наредба 3 при работа по електрическите инсталации, в противен случай те попадат под ударите на закона и са съдебно отговорни за неспазването ѝ.
Наредба 3 отменя и заменя „Правилника за устройство на електрическите уредби“ (ПУЕУ), който не беше променян от 1980 г.